# Pietro Garzoni
Pietro Garzoni (né à Venise le 1er décembre 1645 et mort dans la même ville le  24 février 1735) est un historiographe, magistrat et homme politique vénitien du XVIIe siècle.

## Biographie
Pietro Garzoni est né à Venise en 1645 dans une famille de fortune moyenne. Son père avocat et membre de l'Accademia degli Incogniti prend soin de donner à son fils une éducation adéquate.
Le 21 juillet 1665, à l'âge de 20 ans, il épouse Silvia Verdizzotti di Francesco di Carlo, qui appartient à une famille de citoyens qui, dans ces années-là, atteint le sommet de la bureaucratie à Venise et est inscrite au Livre d'or du patriciat qu'en 1667.
Le 30 décembre 1667, alors qu'il a 22 ans, il est élu parmi les avocats des Corti puis recouvre successivement en tant que magistrat des postes éminents le plaçant parmi les représentants du gouvernement crédités d'une moralité avérée et d'un attachement aux institutions d'où sa nomination le 10 juin 1692, comme historien public à la place de feu Michele Foscarini.
Pendant vingt-cinq ans, l'engagement de Pietro Garzoni dans l'historiographie s'est accompagnée d'une activité politique intense.
Pietro Garzoni meurt presque nonagénaire dans son palais du Grand Canal le 24 février 1735.

## Œuvres
- Istoria della Repubblica di Venezia in tempo della Sacra Lega contra Maometto IV, e tre suoi successori, gran sultani de' Turchi (1705)
- Istoria della Repubblica di Venezia, ove insieme narrasi la guerra per la successione delle Spagne al re Carlo II (1716)[1].